# Kodeks Baltazara Behema

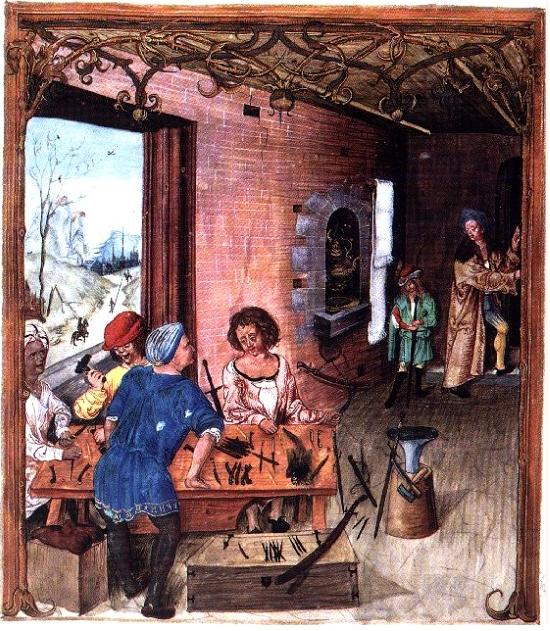
Miecznik – miniatura z Kodeksu Baltazara Behema

Kodeks Baltazara Behema – kartulariusz pochodzący z początku XVI wieku, zawierający przywileje i statuty miasta Krakowa oraz roty przysiąg i ustawy cechów krakowskich.

## Historia
Kodeks został ukończony i ofiarowany radzie miejskiej w 1505, aczkolwiek prace nad nim mogły zacząć się w 1502. Do 1825 znajdował się w Ratuszu Krakowskim. W 1825 Senat Rządzący Wolnego Miasta Krakowa podarował go Bibliotece Jagiellońskiej. W 1939 został zbadany przez niemieckich naukowców w Berlinie, skąd później trafił na Wawel. W 1944 został skradziony i wywieziony do Niemiec przez gubernatora Hansa Franka. W 1945 został odnaleziony przez wojska amerykańskie i przekazany Karolowi Estreicherowi jako pełnomocnikowi Polski do spraw rewindykacji zabytków. 30 kwietnia 1946 wraz z Ołtarzem Mariackim wrócił do Krakowa. Obecnie znajduje się w Bibliotece Jagiellońskiej w Krakowie (sygnatura BJ Rkp. 16 IV) .

## Opis
Kodeks składa się z 372 kart formatu 32,7 na 24,3 cm . Został zapisany gotycką majuskułą w jednej kolumnie w trzech językach: polskim, łacińskim i niemieckim z inicjatywy notariusza miejskiego Baltazara Behema . Do karty 274 teksty zostały zapisane przez samego Behema, dalsze przez innych autorów w wiekach XVI–XIX . W 1880 został wyposażony w oprawę z gładkiej skóry naciągniętej na deski i srebrne okucia.
Na treść kodeksu składają się przywileje i statuty miasta Krakowa (począwszy od przywileju, lokacyjnego z 1257), roty przysiąg i ustawy cechów krakowskich. Według słów samego Behema kodeks powstał, by oryginały dokumentów nie niszczyły się, zaś rajcowie mieli pod ręką wszystkie potrzebne teksty. Być może ufundowanie kodeksu było częścią zabiegów Behema o uzyskanie stanowiska rajcy miejskiego.

## Ilustracje
Udekorowany jest 27 barwnymi miniaturami niezidentyfikowanego artysty lub artystów, w większości ukazującymi dzień powszedni rzemieślników i kupców Krakowa . 25 miniatur odnosi się do poszczególnych cechów. Miniatury reprezentują zróżnicowany poziom artystyczny, wynikający być może z ówczesnej praktyki zlecania przez mistrza części prac swoim pomocnikom. Autor miniatur mógł inspirować się pracami zagranicznymi, w tym ilustrowanymi książkami niemieckimi z końca XV w. oraz wczesnymi drzeworytami Albrechta Dürera. Możliwe, że ten sam artysta wykonał przynajmniej część miniatur i inicjałów zarówno w Kodeksie Behema, jak i Mszale Erazma Ciołka.
Ornamentyka kodeksu utrzymana jest w stylu późnogotyckiej dekoracji książkowej, rozwijającej się asymetrycznie na marginesach. Być może również ornamenty i ozdobne inicjały są autorstwa Behema (znane jest zdobienie wykonane przez Behema w 1484).